# 横山通乃
横山 通乃（よこやま みちの、1936年〈昭和11年〉4月16日 - ）は、日本の女優。本名及び旧芸名、横山 道代（よこやま みちよ）。東京府出身。中山昭二は元夫。東京都立桜町高等学校卒業。

## 略歴・人物
高校卒業後、小牧バレエ団、石井みどり舞踏団を経て、1954年、東京放送劇団に第5期生として入団。同年に『ヤン坊ニン坊トン坊』でデビュー。
里見京子・黒柳徹子と「三人娘」と呼ばれて人気を得る。
1958年に劇団を退団し東宝に入社 。同年に『奴が殺人者だ』で映画デビュー。その後は芸映に所属。
映画では市川崑と伊丹十三作品に複数回起用されていた。
21世紀を目前に、「まだまだ道の途中」の意を込めて本名の横山道代から横山通乃へと改名。
私生活では1961年に俳優の中山昭二と結婚するが、のちに離婚（一子あり）。女優と子育ての両立への奮闘を題材にしたエッセイ『「我が家の子育て」論』が1990年9月10日『読売新聞』に掲載されるとともに反響を呼び、以降講演活動も行っている。
趣味はピアノと太極拳。

## 出演

### 映画
- 奴が殺人者だ（1958年）
- 次郎長意外伝 灰神楽木曽の火祭（1958年）
- 密告者は誰か（1958年）
- 裸の大将（1958年）
- みみずく説法（1958年）
- 独立愚連隊（1959年）
- 花嫁さんは世界一（1959年）
- 愛の鐘（1959年）
- 野獣死すべし（1959年）
- 僕らの母さん（1959年）
- 新・三等重役（1959年）
- 頑張れゴキゲン娘（1959年）
- こだまは呼んでいる（1959年）
- 愛妻記（1959年）
- ある日わたしは（1959年）
- 暗黒街の顔役（1959年）
- おしゃべり奥様（1959年）
- 男性飼育法（(1959年）
- 若旦那大いに頑張る（1959年）
- サザエさんの結婚（1959年）
- 孫悟空（1959年）
- 女子大学生 私は勝負する（1959年）
- 独立愚連隊西へ（1960年）
- サラリーマンご意見帖 男の一大事（1960年）
- 大学の山賊たち（1960年）
- 人も歩けば（1960年）
- 姉さん女房（1960年）
- 新・女大学（1960年）
- 珍品堂主人（1960年）
- サラリーガール読本 むだ口かげ口へらず口（1960年）
- 山のかなたに（1960年）
- サラリーマン御意見帖 出世無用（1960年）
- 「赤坂の姉妹」より 夜の肌（1960年）
- ああ女難（1960年）
- 夜の流れ（1960年）
- 女が階段を上る時（1960年）
- 特急にっぽん（1961年）
- ベビーギャングとお姐ちゃん（1961年）
- サラリーマン弥次喜多道中（1961年）
- 喜劇 駅前弁当（1961年）
- 暗黒街の弾痕（1961年）
- 金づくり無法時代（1961年）
- 漫画横丁 アトミックのおぼん 女親分対決の巻（1961年）
- 漫画横丁 アトミックのおぼん スリますわヨの巻（1961年）
- 福の神 サザエさん一家（1961年）
- サラリーマン権三と助十 恋愛交叉点（1962年）
- 月給泥棒（1962年）
- 早乙女家の娘たち（1962年）
- 愛のうず潮（1962年）
- 二十歳の恋（1962年）
- あの人はいま（1963年）
- わんぱく天使（1963年）
- 喜劇 とんかつ一代（1963年）
- イチかバチか（1963年）
- 喜劇 駅前茶釜（1963年）
- 江分利満氏の優雅な生活（1963年）
- 喜劇 駅前音頭（1964年）
- 拝啓総理大臣様（1964年）
- ただいま診察中（1964年）
- 続・若い季節（1964年）
- 温泉女医（1964年）
- 男嫌い（1964年）
- 投げたダイスが明日を呼ぶ（1965年）
- おゝ猛妻（1965年）
- 黒い賭博師（1965年）
- 結婚相談（1965年）
- 酔いどれ波止場（1966年）
- 黒い賭博師 悪魔の左手（1966年）
- 落語野郎 大脱線（1966年）
- 喜劇 駅前漫画（1966年）
- クレージーの無責任清水港（1966年）
- 喜劇 駅前満貫（1967年）
- 結婚します（1969年）
- 奇々怪々 俺は誰だ?!（1969年）
- ザ・テンプターズ 涙のあとに微笑みを（1969年）
- 日本一のヤクザ男（1970年）
- 陽のあたる坂道（1975年）
- 東京からきた女の子（1978年）
- 喜劇役者たち 九八とゲイブル（1978年）
- 細雪（1983年）
- お葬式（1984年）
- おはん（1984年）
- 鹿鳴館（1986年）
- 竹取物語（1987年）
- 自由な女神たち（1987年）
- 映画女優（1987年）
- シャコタン☆ブギ（1987年）
- マルサの女（1987年）
- 猫のように（1988年）
- 妖女伝説’88（1988年）
- STAY GOLD ステイ・ゴールド（1988年）
- つる -鶴-（1988年）
- TOMORROW 明日（1988年）
- あげまん（1990年）
- 天河伝説殺人事件（1991年）
- ご挨拶（1991年）
- おこげ（1992年）
- あひるのうたがきこえてくるよ。（1993年）
- 中指姫 俺たちゃどうなる?（1993年）
- 横浜ばっくれ隊（1994年）
- 四十七人の刺客（1994年）
- さよならニッポン！（1995年）
- 八つ墓村（1996年）
- いのちの海 Closed Ward（1999年）
- 白い犬とワルツ　(東映、2002年）
- オモヒノタマ〜念珠（2003年）
- 福耳（2003年）
- たみおのしあわせ　(松竹、2008年）

### テレビドラマ

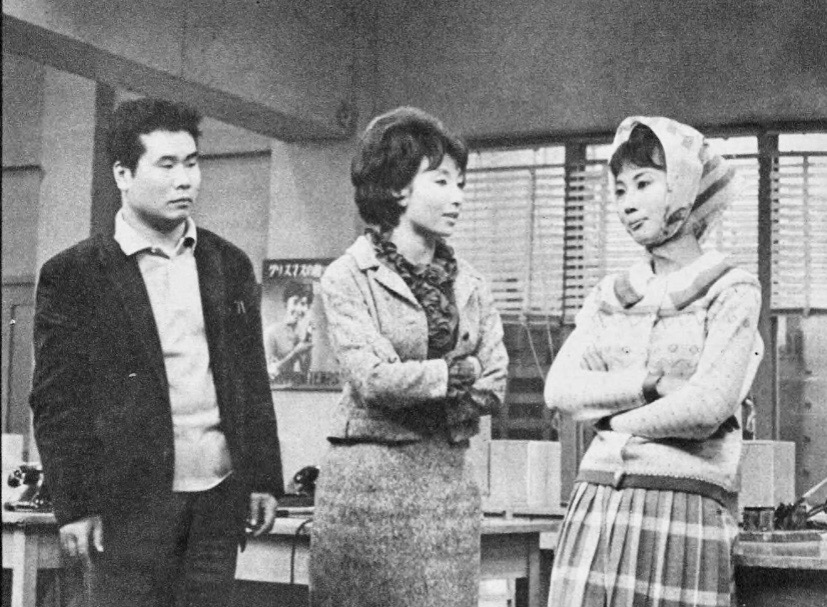
NHK『若い季節』。左から渥美清、黒柳徹子、横山。

- おふくろ（1955年、NHK総合） - ※映像が現存する
- 若い季節（1961年 - 1964年、NHK総合）
- 男嫌い（1963年 - 1964年、日本テレビ） - 高村悦子 役
- 三匹の侍 第4シリーズ 第14話「新宿七福神」（フジテレビ、1967年） - 弁天おこの 役
- 刑事さん 第2シリーズ 第7話「死後約三ヶ月」（NET、1968年）
- おくさまは18歳（TBS、1970年 - 1971年） - 山本達子 役
- だいこんの花 第1部 第7話「Z旗あげて」（NET、1970年）
- おひかえあそばせ 第5話「蛇の道はヘビ」（日本テレビ、1971年）
- シークレット部隊 最終話（TBS、1972年） - 住宅ローン殺人事件
- 追跡 第4話「天使の棄児」（関西テレビ、1973年）
- ぶらり信兵衛 道場破り 第31話「もらい水」（フジテレビ、1974年）
- 必殺からくり人 第1話「鼠小僧に死化粧をどうぞ」（朝日放送、1976年） - お松 役
- 気まぐれ天使（日本テレビ、1976年 - 1977年）
- 土曜ドラマ / 松本清張シリーズ・棲息分布（NHK総合、1977年） - 千鶴子 役
- 桃太郎侍 第46話「酔いどれ芸者の涙唄」（日本テレビ、1977年）
- 気まぐれ本格派 第23話「ママゴンのヘンシーン」（日本テレビ、1978年）
- 連続テレビ小説 おていちゃん（NHK総合、1978年）
- 東芝日曜劇場（TBS） 
  - 松本清張おんなシリーズ・心の影（1978年6月4日） - 川口伸子 役
  - おかしな夫婦（1978年6月25日、北海道放送） - 古屋みどり 役
- 大河ドラマ（NHK総合)
  - 草燃える（1979年） - 比企重子(比企局) 役
  - 春の波涛（1985年） - 島村タマ 役
- われら行動派! 第15話「 男が職場に戻る時 」（フジテレビ、1980年）
- 熱中時代 刑事編 第23話「KO強盗と放火魔」（日本テレビ、1979年） - 火野峰子 役
- あさひが丘の大統領 第16話「勉強とはなんだ!」（日本テレビ、1980年）
- 山を走る女（1981年11月19日、日本テレビ） - 橋本茂子 役
- はまなすの花が咲いたら（TBS、1981年 - 1982年） - 嘉代 役
- 右門捕物帖（日本テレビ、1982年 - 1983年） - たか 役
- 妻たちの熱い午後（1984年、テレビ朝日） - 能代彩理 役
- 事件記者チャボ! 第11話「チャボ、危機一パツ!」（日本テレビ、1984年） - 七谷時子 役
- 月曜ワイド劇場 / 団地妻の告白 ホームタウンの事件簿2（テレビ朝日、1984年）
- 木曜ドラマストリート / 払い戻した恋人（フジテレビ、1985年）
- ママ、大変だァ!（1985年、テレビ朝日） - 吉川敏子 役
- どうぶつ通り夢ランド 第13話「婚約解消!?女医がセンターをやめる!」（テレビ朝日、1986年）
- 火曜サスペンス劇場 （日本テレビ系）
  - 「真夜中の白い少女」（1986年）
  - 「松本清張スペシャル・家紋」（1990年2月、松竹 / 『霧』企画）
  - 「女監察医・室生亜季子14・震える海」（1993年7月、東映）
  - 「地方記者・立花陽介9・信州上田通信局」（1997年）
- 桃尻娘（フジテレビ、1986年）
- 花嫁人形は眠らない（TBS、1986年） - 祈祷師
- はぐれ刑事純情派（1988年） ‐ 愛川純代
- オイシーのが好き! 第8話「男とオンナの迷路」（TBS、1989年）
- 向田邦子新春スペシャル / 隣りの神様（TBS、1990年）
- 凪の光景（テレビ朝日、1990年）
- あぶない女たち（東海テレビ、1990年） - 秋山友恵 役
- 振り向けば春（NHK総合、1990年)
- 真実一路（テレビ東京、1993年）
- 夏!デパート物語（TBS、1995年）
- 土曜ワイド劇場 / 同居人カップルの殺人推理旅行4嘘をつく女（テレビ朝日、1996年）
- 小石川の家（TBS、1996年）
- 水戸黄門第30部 第13話「黄門様は名鑑定士! -天橋立-」（TBS、2002年） - おせき 役

### 吹き替え
- オズの魔法使（西の悪い魔女）※NHK版
- 刑事コロンボ・殺しの序曲（サマンサ・エッガー）（NHK総合）
- チロリン村とくるみの木（とんぺい役）（NHK総合、1956年）
- バックス・バニー劇場（バッグス・バニー役）（毎日放送・NET）
- ガンツ君（ガンツ役）（NHK総合）

### TVその他
- 1周回って知らない話「黒柳徹子&トシちゃん芸能界70年の裏側をすべて告白SP」（2023年10月25日、日本テレビ）- VTR出演「NHK同期が語る黒柳徹子」（里見京子と）

### ラジオドラマ
- ヤン坊ニン坊トン坊（NHKラジオ第1、1954年 - 1957年） - ニン坊役[4]

### 舞台
- 極楽島物語（東宝、1970年）
- プロミセス・プロミセス（東宝、1971年）
- シュガー（東宝、1972年）
- 夕食は外で（パルコ、1975年）
- オズの魔法使い（東宝、1977年）
- 第4回百恵ちゃんまつり「第1部・ミュージカル愛の鐘は鳴らない」（1978年・8月）　修道院長 役　/ 新宿コマ劇場（2008年12月31日閉館）
- ナポリの大様（東宝）
- 華麗なる男爵夫人（松竹、1980年）
- 終着駅（東宝、1990年）
- 短編集（兵庫芸術文化協会、1999年）
- 椿姫（パルコ、2000年）
- 腕におぼえあり（明治座）
- 鉄道員（東宝、2001年）
- 日曜日はダメよ（四季）
- 泥棒家族
- 調理場（パルコ）
- 女を売る船（東宝）
- 人情酸漿蛍（沢田研二/こころ、2002年）
- ハルコ（シアターX、1999年、自作）
- 開かれたカップル（シアターX、2001年）
- 冥途の飛脚（シアターX、2001年）
- やみ夜（シアターX、2010年）
- コシ・ファン・トウッテ（オペラ演出、シアターX、2012年）

### CM
- メナード化粧品「メナード・ラッシャス」（1974年）

## 演じた女優
- 菊池亜希子 - テレビドラマ『トットてれび』（2016年、NHK総合）
- 山谷花純 - テレビドラマ『トットちゃん!』（2017年、テレビ朝日）